# Oliver Krischer
Oliver Krischer (ur. 26 lipca 1969 w Zülpich) – niemiecki polityk, działacz Sojuszu 90/Zieloni, w latach 2009–2022 deputowany do Bundestagu, minister w rządzie Nadrenii Północnej-Westfalii.

## Życiorys
W 1988 roku zdał egzamin maturalny. Następnie odbył służbę zastępczą (1988–1990), po czym studiował biologię na Politechnice RWTH w Akwizgranie (1990–1997), jednak bez uzyskania dyplomu. Od 1997 do 2002 roku pracował jako współpracownik deputowanego do Bundestagu, a w latach 2002–2009 jako pracownik naukowy frakcji Sojuszu 90/Zieloni w Landtagu Nadrenii Północnej-Westfalii.
Od 1989 roku jest członkiem Sojuszu 90/Zieloni. W latach 1994–2009 był deputowanym do rady powiatu Düren, a w latach 1997–2009 przewodniczącym tamtejszej frakcji Zielonych. W latach 2005–2015 pełnił funkcję przewodniczącego powiatowych struktur partii w Düren. Od 2006 roku zasiada w zarządzie okręgu partyjnego Mittelrhein.
W 2009 po raz pierwszy uzyskał mandat deputowanego do Bundestagu. Z powodzeniem ubiegał się o reelekcję w 2013, 2017 i 2021. W latach 2013–2021 był zastępcą przewodniczącego frakcji parlamentarnej Sojuszu 90/Zieloni w Bundestagu. Od 2021 do 2022 roku pełnił funkcję parlamentarnego sekretarza stanu w Federalnym Ministerstwie Gospodarki i Ochrony Klimatu.
29 czerwca 2022 roku został ministrem ds. środowiska, ochrony przyrody i transportu Nadrenii Północnej-Westfalii. Od 30 czerwca 2022 roku jest zastępczym członkiem Bundesratu.